# HMM (企業)
HMM（エイチエムエム、韓: 에이치엠엠주식회사、英: HMM Co., Ltd.）は、大韓民国の大手海運会社である。コンテナ定期船事業では、商船三井、ネプチューンオリエントラインズと共にザ・ニュー・ワールド・アライアンスを形成している。
旧社名は現代商船（ヒョンデサンソン、韓: 현대상선）であり、2016年に現代グループから分離・独立した。社名は現代商船の英語社名であるHyundai Merchant Marineから。

## 沿革
1976年3月25日にアジア商船（亞世亞商船）として設立され、翌年からバルク船2隻を受領して不定期運航を開始した。同時期に現代建設の資材等の輸送を開始した。
1983年に現代グループ傘下に入り、現代商船へと商号を変更した。2010年8月からは現代建設の買収に参加した。
2016年に、経営正常化を目的として現代グループの系列会社から独立し、韓国産業銀行が筆頭株主となった。韓国最大・世界有数の海運企業だった韓進海運が2016年に破綻して消滅し、韓国の海運業は大きく地位低下したが、韓国政府は2018年に海運再建5か年計画を策定し、現代商船を中心に海運業へ政策投資を行った。これにより現代商船は超大型コンテナ船の受領を進め、破綻前の韓進海運の船腹量を上回る船腹量を保有するに至った。2020年4月1日に、海運アライアンスの1つである「ザ・アライアンス」への加入と合わせて、HMMへと社名を変更した。

## ギャラリー

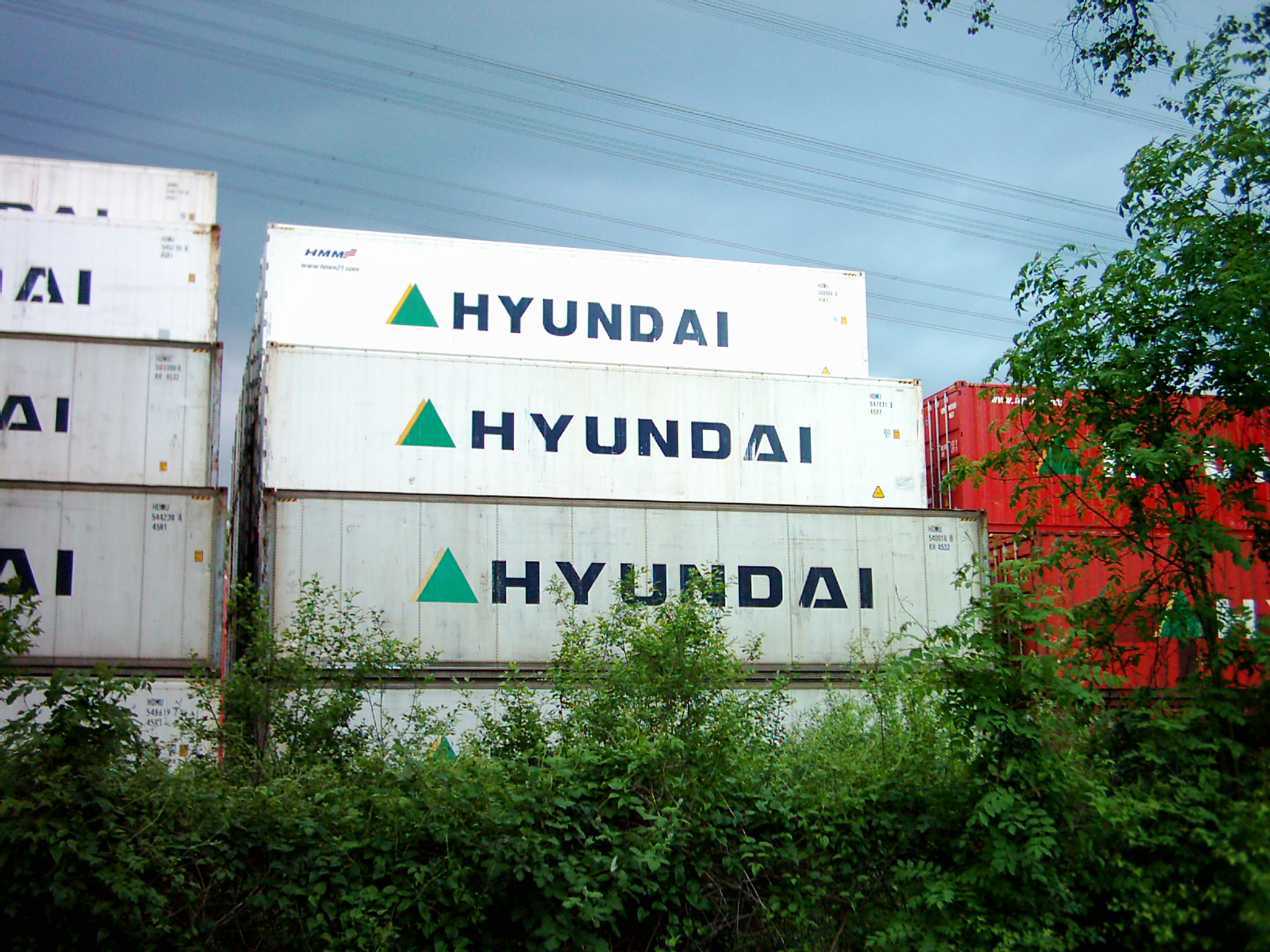
現代商船の海上コンテナ
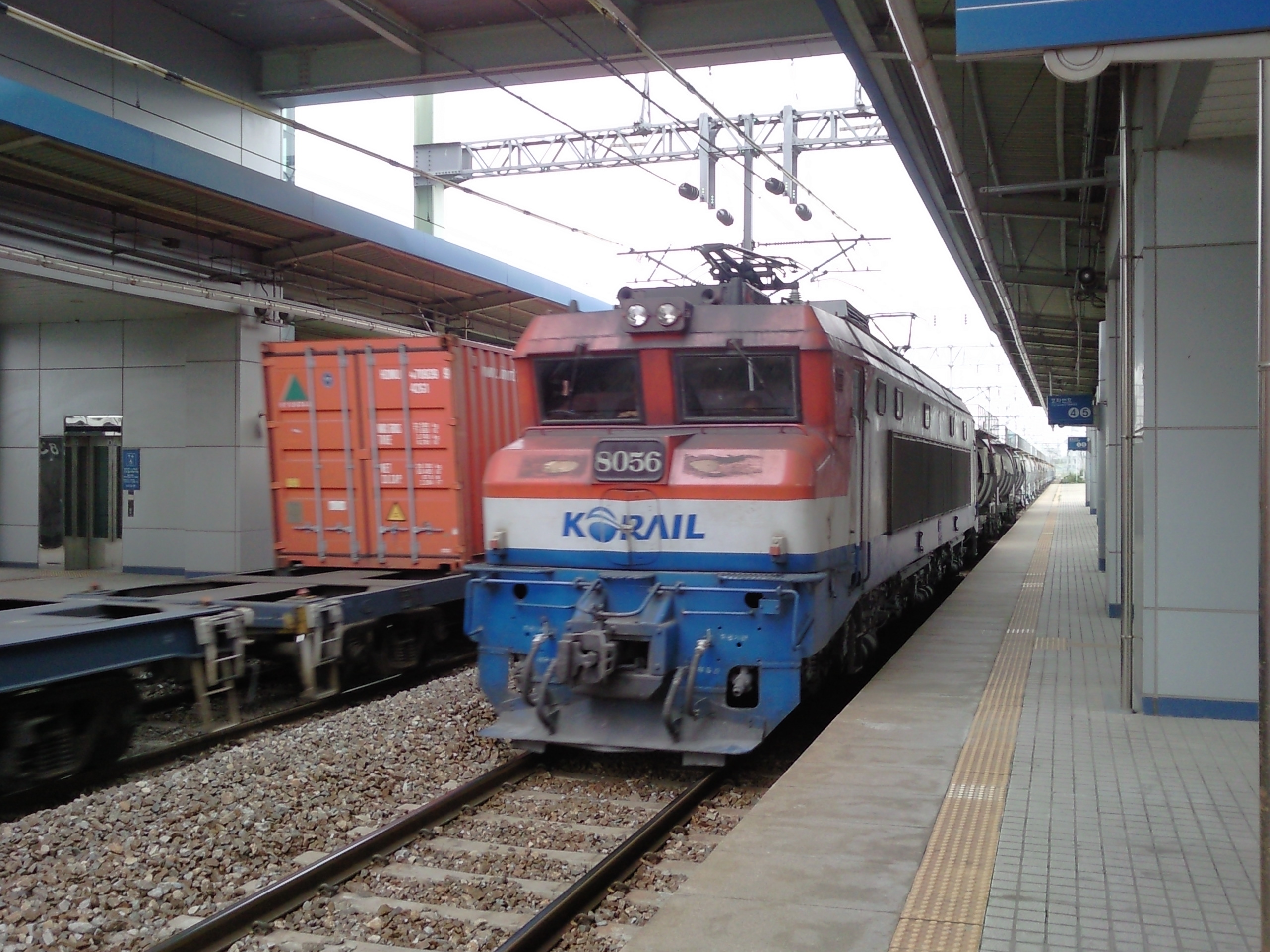
KORAILで輸送されるコンテナ
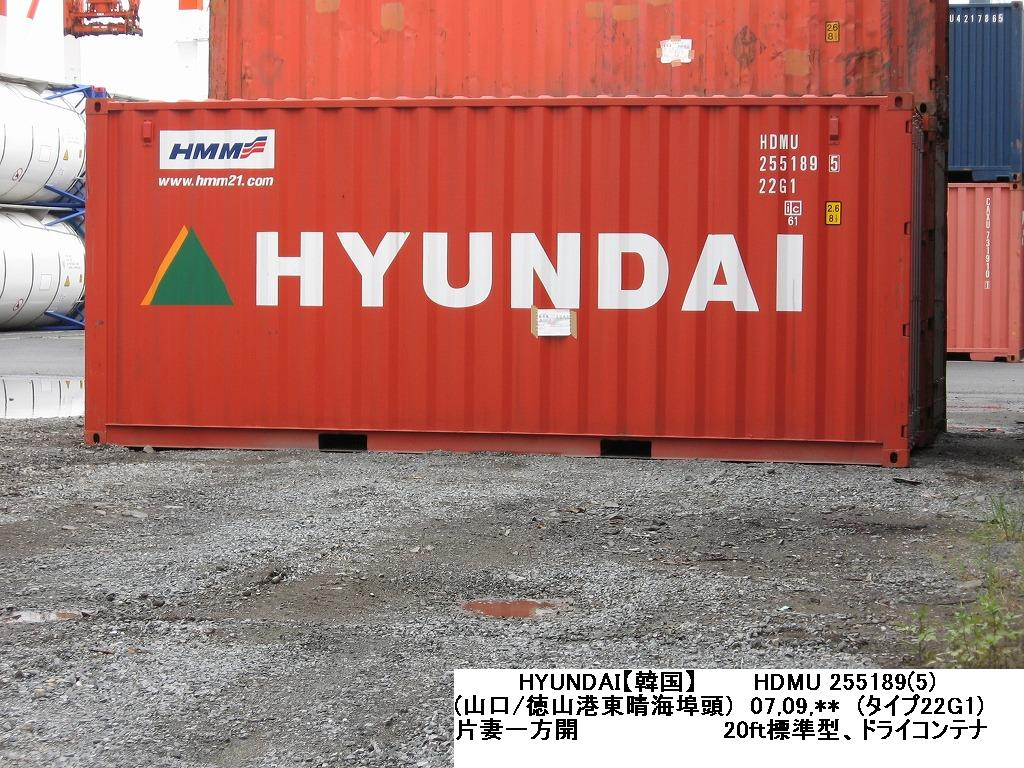
HMMが併記されたコンテナ